# Бардара
Бардара (тадж. Бардара) — высокогорный кишлак в Таджикистане. Относится к джамоату Басиду Рушанского района Горно-Бадахшанской автономной области. Численность населения 620 человек (на 2018 год). Расположен в труднодоступном районе Западного Памира, на вершине конуса выноса, на правом берегу одноимённой себе реки, левого притока Бартанга, в 11 километрах к востоку от Басида и в 90 километрах к северо-востоку от районного центра Рушана. В годы Советской власти жители кишлака Бардара, чтобы попасть в районный центр, преодолевали путь пешком. Товары и необходимые продукты доставлялись до кишлака на ишаках. В кишлаке полностью отсутствовало электричество. После распада СССР местные жители по своей инициативе и своими силами, вручную построили грунтовую автомобильную дорогу от долины Бартанга до кишлака по долине реки Бардара, которая значительно улучшила жизнь этих людей. Кишлак Бардара — конечный населённый пункт в этом направлении, но по тропе можно идти дальше к верховьям реки Бардара, путь ведёт в долину Гунта. В настоящее время по этой тропе идут пешие туристы.
18 июля 2008 года в кишлаке сдана в эксплуатацию малая гидроэлектростанция (МГЭС) мощностью 160 кВт стоимостью 600 тысяч сомони (87 тысяч долларов США) при финансовой поддержке Фонда Ага-хана, есть водяная мельница, школа и медпункт, где люди могут получить необходимую первую медицинскую помощь.

## История
По легенде, от прикосновения посоха Насира Хосрова (1004—1088) в кишлаке выросли три можжевельника, которые являются объектом поклонения местных жителей.
Кишлак очень древний, сохранились руины крепости, служившей убежищем, так как кишлак в прошлом неоднократно подвергался нападению со стороны киргизов. Киргизы пробирались до кишлака по ущелью реки Бардара, грабили и уводили женщин.
По данным капитана Генерального штаба Сергея Ванновского, руководившего рекогносцировочной партией в 1893 году в районе Бартанга, население трёх кишлаков (летовки Бадурт, кишлаков Бардара и Басид) за 3—4 месяца работ с трудом промывали до 100 грамм золота, которым они уплачивали подати афганцам.
7 декабря 2015 года кишлак пострадал от землетрясения магнитудой 7—8 баллов с эпицентром в 22 километрах от Сарезского озера. В кишлаке был полностью разрушен по меньшей мере один дом.
Зимой 2016—2017 года кишлак находился в изоляции и пострадал из-за аномальных холодов и снегопадов.

## Похоронные обряды и обычаи
В обычаях и обрядах бартангцев, связанных со смертью и похоронами, сохраняются домусульманские пережитки. Из дома умирающего выносятся продукты. До совершения обряда очищения на третий день похорон не готовят и не принимают пищу в доме умершего. Этот запрет соблюдается только в нескольких местах в Бартанге (Рошорв, Япшорв, Бардара). Запрет связан с представлением о выходе из тела умершего невидимой крови — материального проявления двух человеческих душ – «рух» и «джон», которая заполняет дом. Реликтом зороастризма является представление о том, что всё, что оторвано от живого организма — мертво и нечисто. В кишлаке Бардара на третий день похорон  после обеда хотам — помощник халифы (знахарки) обезглавливает очистительную жертву — петуха и бросает его на место, где лежало тело умершего — главные нары в доме. Птица некоторое время бьёт крыльями, поднимая пыль и разбрызгивая кровь, чем очищает место от скверны.